# Nebulus
Nebulus, známá také jako Tower Toppler, Castelian a Kyorochan Land, je počítačová hra pro počítače Amiga, Amstrad CPC, Atari 7800, Atari ST, Commodore 64, PC (MS-DOS, Linux), Game Boy, SNES, Sinclair ZX Spectrum a kompatibilní (například Didaktik). Autorem hry je John M. Phillips, hra byla vydána v roce 1987 společností Hewson Consultants Ltd.
Hráč ovládá malou zelenou postavu, jejímž cílem je zbořit osm věží postavených v oceánu. K tomu musí vystoupat až na vrchol každé věže. Při výstupu se musí vyhýbat nepřátelským objektům, některé musí zničit. Mezi věžemi se postava pohybuje pomocí ponorky.
Hra je součástí repozitářů linuxové distribuce Mandriva.